# Cryphia duseutrei
Cryphia duseutrei là một loài bướm đêm trong họ Noctuidae.